# سورن جنسن (لاعب كرة يد)
سورن جنسن (7 نوفمبر 1942 - ) (بالدنماركية: Søren Jensen)‏ هو لاعب كرة يد دانمركي. شارك في الألعاب الأولمبية الصيفية 1972.

## وصلات خارجية
- سورن جنسن على موقع أوليمبيديا (الإنجليزية)